# 八日市場市
八日市場市 （ようかいちばし）は、千葉県の北東部、九十九里浜沿いに存在した市。
2006年1月23日、隣接する匝瑳郡（そうさぐん）野栄町と合併して匝瑳市となった。

## 概要
かつて毎月八日に市が開かれ、市場町として発展した。「八日市場」の名はこれにちなむ。似た市名としては、滋賀県の八日市市（ようかいちし、現東近江市）があった。また、匝瑳市に改称後もかつての大字イ〜ホの前に「八日市場」の名が付いている。

## 歴史
- 1889年（明治22年）4月1日 - 町村制施行に伴い、匝瑳郡八日市場村・富谷村・籠部田村・下富谷村・米倉村が合併して福岡町（ふくおかまち）が発足。
- 1897年（明治30年）6月1日 - 八日市場駅が開業。
- 1915年（大正4年）12月8日 - 福岡町が町名を改称し、八日市場町となる。
- 1946年（昭和21年）10月9日 - 成田鉄道多古線が廃止。
- 1954年（昭和29年）
  - 3月31日 - 八日市場町が匝瑳郡平和村・椿海村・匝瑳村・豊栄村・須賀村・共興村・吉田村・飯高村・豊和村と合併し、八日市場町となる。
  - 7月1日 - 市制施行により、八日市場市となる。
- 1970年（昭和45年）4月1日 - 国道296号が制定。
- 2006年（平成18年）1月23日 - 匝瑳郡野栄町と合併して匝瑳市となり消滅。

| 八日市場市市域の変遷（年表） | 八日市場市市域の変遷（年表） | 八日市場市市域の変遷（年表） |
| 年                           | 月日                         | 旧八日市場市市域に関連する行政区域変遷 |
| ---------------------------- | ---------------------------- | --- |
| 1889年（明治22年）           | 4月1日                       | 町村制施行に伴い、以下の町村がそれぞれ発足。 - 匝瑳郡 - 福岡町 ← 八日市場村・富谷村・籠部田村・下富谷村・米倉村 - 平和村 ← 川向村・平木村・東谷村・上谷中村・荻野村 - 椿海村 ← 椿村・春海村 - 匝瑳村 ← 松山村・中台村・生尾村・宮本村・山桑村・大浦村・長岡村 - 豊栄村 ← 飯倉村・富岡村・時曽根村・貝塚村・木積村・久方村・田久保村・新村・亀崎村 - 須賀村 ← 蕪里村・高野村・高村・横須賀村 - 共興村 ← 松山村・吉崎村・長谷村・東小笹村・西小笹村・登戸村 - 香取郡 - 吉田村 ← 吉田村・八辺村・入山崎村・南山崎村・南神崎村 - 飯高村 ← 飯高村・大掘村・金原村・安久山村・小高村・片子村 - 豊和村 ← 大寺村・内山村・飯塚村・米持村 |
| 1915年（大正4年）            | 12月8日                      | 福岡町が改称し八日市場町になる。 |
| 1948年（昭和23年）           | 11月3日                      | 香取郡吉田村・飯高村・豊和村・日吉村が匝瑳郡に移行。 |
| 1954年（昭和29年）           | 3月31日                      | 八日市場町・平和村・椿海村・匝瑳村・豊栄村・須賀村・共興村・吉田村・飯高村・豊和村が合併し、八日市場町が発足。 |
| 1954年（昭和29年）           | 7月1日                       | 八日市場町は市制施行により、八日市場市となる。 |
| 2006年（平成18年）           | 1月23日                      | 八日市場市は野栄町と合併し匝瑳市が発足。八日市場市は消滅。 |

| 八日市場市市域の変遷表 | 八日市場市市域の変遷表 | 八日市場市市域の変遷表 | 八日市場市市域の変遷表 | 八日市場市市域の変遷表          | 八日市場市市域の変遷表       | 八日市場市市域の変遷表                         | 八日市場市市域の変遷表 | 八日市場市市域の変遷表 |
| 1868年 以前            | 1868年 以前            | 1868年 以前            | 明治22年 4月1日        | 明治22年 - 昭和19年             | 昭和20年 - 昭和64年          | 昭和20年 - 昭和64年                            | 平成元年 - 現在        | 現在                   |
| ---------------------- | ---------------------- | ---------------------- | ---------------------- | ------------------------------- | ---------------------------- | ---------------------------------------------- | ---------------------- | ---------------------- |
| 匝瑳郡                 |                        | 八日市場村             | 福岡町                 | 大正4年12月8日 八日市場町に改称 | 八日市場市                   | 昭和29年3月31日 八日市場町 昭和29年7月1日 市制 | 平成18年1月23日 匝瑳市 | 匝瑳市                 |
| 匝瑳郡                 | 富谷村                 |                        | 福岡町                 | 大正4年12月8日 八日市場町に改称 | 八日市場市                   | 昭和29年3月31日 八日市場町 昭和29年7月1日 市制 | 平成18年1月23日 匝瑳市 | 匝瑳市                 |
| 匝瑳郡                 | 籠部田村               |                        | 福岡町                 | 大正4年12月8日 八日市場町に改称 | 八日市場市                   | 昭和29年3月31日 八日市場町 昭和29年7月1日 市制 | 平成18年1月23日 匝瑳市 | 匝瑳市                 |
| 匝瑳郡                 | 下富谷村               |                        | 福岡町                 | 大正4年12月8日 八日市場町に改称 | 八日市場市                   | 昭和29年3月31日 八日市場町 昭和29年7月1日 市制 | 平成18年1月23日 匝瑳市 | 匝瑳市                 |
| 匝瑳郡                 | 米倉村                 |                        | 福岡町                 | 大正4年12月8日 八日市場町に改称 | 八日市場市                   | 昭和29年3月31日 八日市場町 昭和29年7月1日 市制 | 平成18年1月23日 匝瑳市 | 匝瑳市                 |
| 匝瑳郡                 |                        | 川向村                 | 平和村                 | 平和村                          | 平和村                       | 昭和29年3月31日 八日市場町 昭和29年7月1日 市制 | 平成18年1月23日 匝瑳市 | 匝瑳市                 |
| 匝瑳郡                 | 平木村                 |                        | 平和村                 | 平和村                          | 平和村                       | 昭和29年3月31日 八日市場町 昭和29年7月1日 市制 | 平成18年1月23日 匝瑳市 | 匝瑳市                 |
| 匝瑳郡                 | 東谷村                 |                        | 平和村                 | 平和村                          | 平和村                       | 昭和29年3月31日 八日市場町 昭和29年7月1日 市制 | 平成18年1月23日 匝瑳市 | 匝瑳市                 |
| 匝瑳郡                 | 上谷中村               |                        | 平和村                 | 平和村                          | 平和村                       | 昭和29年3月31日 八日市場町 昭和29年7月1日 市制 | 平成18年1月23日 匝瑳市 | 匝瑳市                 |
| 匝瑳郡                 | 荻野村                 |                        | 平和村                 | 平和村                          | 平和村                       | 昭和29年3月31日 八日市場町 昭和29年7月1日 市制 | 平成18年1月23日 匝瑳市 | 匝瑳市                 |
| 匝瑳郡                 |                        | 椿村                   | 椿海村                 | 椿海村                          | 椿海村                       | 昭和29年3月31日 八日市場町 昭和29年7月1日 市制 | 平成18年1月23日 匝瑳市 | 匝瑳市                 |
| 匝瑳郡                 | 春海村                 |                        | 椿海村                 | 椿海村                          | 椿海村                       | 昭和29年3月31日 八日市場町 昭和29年7月1日 市制 | 平成18年1月23日 匝瑳市 | 匝瑳市                 |
| 匝瑳郡                 |                        | 松山村                 | 匝瑳村                 | 匝瑳村                          | 匝瑳村                       | 昭和29年3月31日 八日市場町 昭和29年7月1日 市制 | 平成18年1月23日 匝瑳市 | 匝瑳市                 |
| 匝瑳郡                 | 中台村                 |                        | 匝瑳村                 | 匝瑳村                          | 匝瑳村                       | 昭和29年3月31日 八日市場町 昭和29年7月1日 市制 | 平成18年1月23日 匝瑳市 | 匝瑳市                 |
| 匝瑳郡                 | 生尾村                 |                        | 匝瑳村                 | 匝瑳村                          | 匝瑳村                       | 昭和29年3月31日 八日市場町 昭和29年7月1日 市制 | 平成18年1月23日 匝瑳市 | 匝瑳市                 |
| 匝瑳郡                 | 宮本村                 |                        | 匝瑳村                 | 匝瑳村                          | 匝瑳村                       | 昭和29年3月31日 八日市場町 昭和29年7月1日 市制 | 平成18年1月23日 匝瑳市 | 匝瑳市                 |
| 匝瑳郡                 | 山桑村                 |                        | 匝瑳村                 | 匝瑳村                          | 匝瑳村                       | 昭和29年3月31日 八日市場町 昭和29年7月1日 市制 | 平成18年1月23日 匝瑳市 | 匝瑳市                 |
| 匝瑳郡                 | 大浦村                 |                        | 匝瑳村                 | 匝瑳村                          | 匝瑳村                       | 昭和29年3月31日 八日市場町 昭和29年7月1日 市制 | 平成18年1月23日 匝瑳市 | 匝瑳市                 |
| 匝瑳郡                 | 長岡村                 |                        | 匝瑳村                 | 匝瑳村                          | 匝瑳村                       | 昭和29年3月31日 八日市場町 昭和29年7月1日 市制 | 平成18年1月23日 匝瑳市 | 匝瑳市                 |
| 匝瑳郡                 |                        | 飯倉村                 | 豊栄村                 | 豊栄村                          | 豊栄村                       | 昭和29年3月31日 八日市場町 昭和29年7月1日 市制 | 平成18年1月23日 匝瑳市 | 匝瑳市                 |
| 匝瑳郡                 | 富岡村                 |                        | 豊栄村                 | 豊栄村                          | 豊栄村                       | 昭和29年3月31日 八日市場町 昭和29年7月1日 市制 | 平成18年1月23日 匝瑳市 | 匝瑳市                 |
| 匝瑳郡                 | 時曽根村               |                        | 豊栄村                 | 豊栄村                          | 豊栄村                       | 昭和29年3月31日 八日市場町 昭和29年7月1日 市制 | 平成18年1月23日 匝瑳市 | 匝瑳市                 |
| 匝瑳郡                 | 貝塚村                 |                        | 豊栄村                 | 豊栄村                          | 豊栄村                       | 昭和29年3月31日 八日市場町 昭和29年7月1日 市制 | 平成18年1月23日 匝瑳市 | 匝瑳市                 |
| 匝瑳郡                 | 木積村                 |                        | 豊栄村                 | 豊栄村                          | 豊栄村                       | 昭和29年3月31日 八日市場町 昭和29年7月1日 市制 | 平成18年1月23日 匝瑳市 | 匝瑳市                 |
| 匝瑳郡                 | 久方村                 |                        | 豊栄村                 | 豊栄村                          | 豊栄村                       | 昭和29年3月31日 八日市場町 昭和29年7月1日 市制 | 平成18年1月23日 匝瑳市 | 匝瑳市                 |
| 匝瑳郡                 | 田久保村               |                        | 豊栄村                 | 豊栄村                          | 豊栄村                       | 昭和29年3月31日 八日市場町 昭和29年7月1日 市制 | 平成18年1月23日 匝瑳市 | 匝瑳市                 |
| 匝瑳郡                 | 新村                   |                        | 豊栄村                 | 豊栄村                          | 豊栄村                       | 昭和29年3月31日 八日市場町 昭和29年7月1日 市制 | 平成18年1月23日 匝瑳市 | 匝瑳市                 |
| 匝瑳郡                 | 亀崎村                 |                        | 豊栄村                 | 豊栄村                          | 豊栄村                       | 昭和29年3月31日 八日市場町 昭和29年7月1日 市制 | 平成18年1月23日 匝瑳市 | 匝瑳市                 |
| 匝瑳郡                 |                        | 蕪里村                 | 須賀村                 | 須賀村                          | 須賀村                       | 昭和29年3月31日 八日市場町 昭和29年7月1日 市制 | 平成18年1月23日 匝瑳市 | 匝瑳市                 |
| 匝瑳郡                 | 高野村                 |                        | 須賀村                 | 須賀村                          | 須賀村                       | 昭和29年3月31日 八日市場町 昭和29年7月1日 市制 | 平成18年1月23日 匝瑳市 | 匝瑳市                 |
| 匝瑳郡                 | 高村                   |                        | 須賀村                 | 須賀村                          | 須賀村                       | 昭和29年3月31日 八日市場町 昭和29年7月1日 市制 | 平成18年1月23日 匝瑳市 | 匝瑳市                 |
| 匝瑳郡                 | 横須賀村               |                        | 須賀村                 | 須賀村                          | 須賀村                       | 昭和29年3月31日 八日市場町 昭和29年7月1日 市制 | 平成18年1月23日 匝瑳市 | 匝瑳市                 |
| 匝瑳郡                 |                        | 松山村                 | 共興村                 | 共興村                          | 共興村                       | 昭和29年3月31日 八日市場町 昭和29年7月1日 市制 | 平成18年1月23日 匝瑳市 | 匝瑳市                 |
| 匝瑳郡                 | 吉崎村                 |                        | 共興村                 | 共興村                          | 共興村                       | 昭和29年3月31日 八日市場町 昭和29年7月1日 市制 | 平成18年1月23日 匝瑳市 | 匝瑳市                 |
| 匝瑳郡                 | 長谷村                 |                        | 共興村                 | 共興村                          | 共興村                       | 昭和29年3月31日 八日市場町 昭和29年7月1日 市制 | 平成18年1月23日 匝瑳市 | 匝瑳市                 |
| 匝瑳郡                 | 東小笹村               |                        | 共興村                 | 共興村                          | 共興村                       | 昭和29年3月31日 八日市場町 昭和29年7月1日 市制 | 平成18年1月23日 匝瑳市 | 匝瑳市                 |
| 匝瑳郡                 | 西小笹村               |                        | 共興村                 | 共興村                          | 共興村                       | 昭和29年3月31日 八日市場町 昭和29年7月1日 市制 | 平成18年1月23日 匝瑳市 | 匝瑳市                 |
| 匝瑳郡                 | 登戸村                 |                        | 共興村                 | 共興村                          | 共興村                       | 昭和29年3月31日 八日市場町 昭和29年7月1日 市制 | 平成18年1月23日 匝瑳市 | 匝瑳市                 |
| 香取郡                 |                        | 吉田村                 | 吉田村                 | 吉田村                          | 昭和23年11月1日 匝瑳郡に移行 | 昭和29年3月31日 八日市場町 昭和29年7月1日 市制 | 平成18年1月23日 匝瑳市 | 匝瑳市                 |
| 香取郡                 | 八辺村                 |                        | 吉田村                 | 吉田村                          | 昭和23年11月1日 匝瑳郡に移行 | 昭和29年3月31日 八日市場町 昭和29年7月1日 市制 | 平成18年1月23日 匝瑳市 | 匝瑳市                 |
| 香取郡                 | 入山崎村               |                        | 吉田村                 | 吉田村                          | 昭和23年11月1日 匝瑳郡に移行 | 昭和29年3月31日 八日市場町 昭和29年7月1日 市制 | 平成18年1月23日 匝瑳市 | 匝瑳市                 |
| 香取郡                 | 南山崎村               |                        | 吉田村                 | 吉田村                          | 昭和23年11月1日 匝瑳郡に移行 | 昭和29年3月31日 八日市場町 昭和29年7月1日 市制 | 平成18年1月23日 匝瑳市 | 匝瑳市                 |
| 香取郡                 | 南神崎村               |                        | 吉田村                 | 吉田村                          | 昭和23年11月1日 匝瑳郡に移行 | 昭和29年3月31日 八日市場町 昭和29年7月1日 市制 | 平成18年1月23日 匝瑳市 | 匝瑳市                 |
| 香取郡                 |                        | 飯高村                 | 飯高村                 | 飯高村                          | 昭和23年11月1日 匝瑳郡に移行 | 昭和29年3月31日 八日市場町 昭和29年7月1日 市制 | 平成18年1月23日 匝瑳市 | 匝瑳市                 |
| 香取郡                 | 大掘村                 |                        | 飯高村                 | 飯高村                          | 昭和23年11月1日 匝瑳郡に移行 | 昭和29年3月31日 八日市場町 昭和29年7月1日 市制 | 平成18年1月23日 匝瑳市 | 匝瑳市                 |
| 香取郡                 | 金原村                 |                        | 飯高村                 | 飯高村                          | 昭和23年11月1日 匝瑳郡に移行 | 昭和29年3月31日 八日市場町 昭和29年7月1日 市制 | 平成18年1月23日 匝瑳市 | 匝瑳市                 |
| 香取郡                 | 安久山村               |                        | 飯高村                 | 飯高村                          | 昭和23年11月1日 匝瑳郡に移行 | 昭和29年3月31日 八日市場町 昭和29年7月1日 市制 | 平成18年1月23日 匝瑳市 | 匝瑳市                 |
| 香取郡                 | 小高村                 |                        | 飯高村                 | 飯高村                          | 昭和23年11月1日 匝瑳郡に移行 | 昭和29年3月31日 八日市場町 昭和29年7月1日 市制 | 平成18年1月23日 匝瑳市 | 匝瑳市                 |
| 香取郡                 | 片子村                 |                        | 飯高村                 | 飯高村                          | 昭和23年11月1日 匝瑳郡に移行 | 昭和29年3月31日 八日市場町 昭和29年7月1日 市制 | 平成18年1月23日 匝瑳市 | 匝瑳市                 |
| 香取郡                 |                        | 大寺村                 | 豊和村                 | 豊和村                          | 昭和23年11月1日 匝瑳郡に移行 | 昭和29年3月31日 八日市場町 昭和29年7月1日 市制 | 平成18年1月23日 匝瑳市 | 匝瑳市                 |
| 香取郡                 | 内山村                 |                        | 豊和村                 | 豊和村                          | 昭和23年11月1日 匝瑳郡に移行 | 昭和29年3月31日 八日市場町 昭和29年7月1日 市制 | 平成18年1月23日 匝瑳市 | 匝瑳市                 |
| 香取郡                 | 飯塚村                 |                        | 豊和村                 | 豊和村                          | 昭和23年11月1日 匝瑳郡に移行 | 昭和29年3月31日 八日市場町 昭和29年7月1日 市制 | 平成18年1月23日 匝瑳市 | 匝瑳市                 |
| 香取郡                 | 米持村                 |                        | 豊和村                 | 豊和村                          | 昭和23年11月1日 匝瑳郡に移行 | 昭和29年3月31日 八日市場町 昭和29年7月1日 市制 | 平成18年1月23日 匝瑳市 | 匝瑳市                 |

## 地域

### 中央地区
- イ
- ロ
- ハ
- ニ
- ホ
- 若潮町

### 豊栄地区
- 飯倉
- 飯倉台
- 時曽根
- 貝塚
- 新
- 亀崎
- 久方
- 木積
- 田久保
- 富岡

### 須賀地区
- 横須賀
- 高
- 蕪里
- 高野
- みどり平

### 匝瑳地区
- 中台
- 松山
- 堀之内
- 大浦
- 長岡
- 山桑
- 生尾
- 宮本
- 長丘

### 豊和地区
- 大寺
- 飯塚
- 米持
- 内山

### 吉田地区
- 八辺
- 南神崎
- 南山崎
- 入山崎
- 山崎
- 吉田

### 飯高地区
- 飯高
- 大保里
- 公崎
- 片子
- 大堀
- 金原
- 安久山
- 小高
- 飯多香

### 共興地区
- 吉崎
- 長谷
- 登戸
- 西小笹
- 東小笹

### 平和地区
- 平木
- 川向
- 東谷
- 上谷中
- 荻野

### 椿海地区
- 椿
- 春海

## 行政

### 歴代市長
特記なき場合『日本の歴代市長 : 市制施行百年の歩み』などによる。
| 代 | 氏名       | 就任                      | 退任                      | 備考           |
| -- | ---------- | ------------------------- | ------------------------- | -------------- |
| 1  | 宇野儀助   | 1954年（昭和29年）7月1日  | 1958年（昭和33年）4月29日 | 旧八日市場町長 |
| 2  | 太田福次郎 | 1958年（昭和33年）4月30日 | 1966年（昭和41年）4月29日 |                |
| 3  | 布施章     | 1966年（昭和41年）4月30日 | 1986年（昭和61年）4月29日 |                |
| 4  | 増田健     | 1986年（昭和61年）4月30日 | 1998年（平成10年）4月29日 |                |
| 5  | 江波戸辰夫 | 1998年（平成10年）4月30日 | 2006年（平成18年）1月22日 | 廃止           |
| 6  | 太田安規   | 2010年（平成22年）2月26日 | 2022年（令和４年）2月25日 |                |

## 交通

### 鉄道
- 東日本旅客鉄道（JR東日本）
  - ■総武本線
    - 飯倉駅 - 八日市場駅

### コミュニティバス
- 八日市場市コミュニティバス

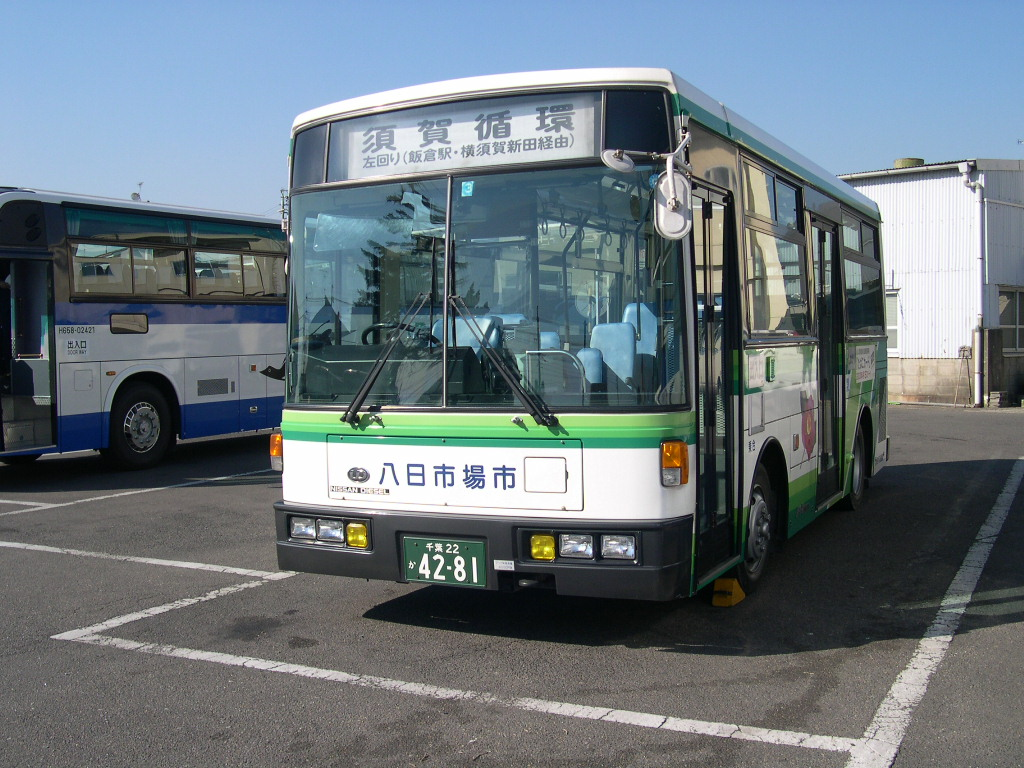
八日市場市コミュニティバスの車両

  - 千葉交通多古営業所、ジェイアールバス関東東関東支店が共同で運行受託
  - 車両は両社とも日産ディーゼル・RNを使用
  - 合併後、匝瑳市内循環バスとして再編

### 道路
一般国道
- 国道126号
- 国道296号

主要地方道
- 千葉県道16号佐原八日市場線
- 千葉県道30号飯岡一宮線（九十九里ビーチライン）
- 千葉県道45号八日市場八街線
- 千葉県道48号八日市場野栄線
- 千葉県道49号八日市場栄線
- 千葉県道56号佐原椿海線
- 千葉県道74号多古笹本線

一般県道
- 千葉県道104号八日市場井戸野旭線
- 千葉県道106号八日市場佐倉線
- 千葉県道109号横芝停車場吉田線
- 千葉県道114号八日市場山田線
- 千葉県道122号飯岡片貝線
- 千葉県道149号八日市場府馬線
- 千葉県道212号八日市場停車場線
- 千葉県道299号平和共興線

農道
- 東総広域農道

## 市にある施設
- 八日市場ドーム
- ふれあいパーク八日市場
- 山桑野球場
- 天神山公園

## ショッピング
- カインズホーム スーパーセンター 八日市場店（ベイシアフードセンター併設）

## 出身有名人
- 宇野勝（元プロ野球選手）
- 加瀬完（元参議院副議長）
- 地井武男（俳優・タレント）

## その他
市外局番は市内全域が「0479」。